# Hugo von Hasenburg
Hugo von Hasenburg (* unbekannt; † 15. Mai 1180) war 1179/1180 Bischof von Basel. 
Hugo von Hasenburg war ein Sohn des Heinrich von Hasenburg, einer der Herren von Hasenburg, deren Schloss Hasenburg seit dem 11. Jahrhundert auf einem isolierten Felshügel beim Dorf Asuel stand.
Er war zunächst 1145 in Saint-Ursanne und dann 1169 in Basel Chorherr. Von 1173 bis 1179 amtierte er als Propst von Saint-Ursanne und anschließend in den Jahren 1179/1180 als Bischof von Basel.
Hugo von Hasenburg wurde im nördlichen Chornebenraum des Basler Münsters bestattet. Sein Grab enthielt als Grabbeigaben einen Silberkelch sowie eine silberne Patene, einen Goldring und ein hölzernes, mit einem Vogelkörper bekröntes Pedum. Der Bischofsstab erinnert formal an einen  Taustab. Zudem fanden sich seidene Gewebereste des 10.–12. Jahrhunderts.
Die einzige Erwähnung seines Episkopats stammt aus einer Urkunde vom April 1180.  